# Història de Pere i Fevrònia

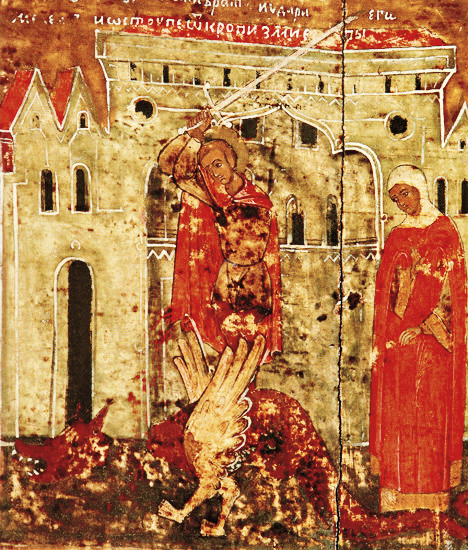
Pere mata la serp

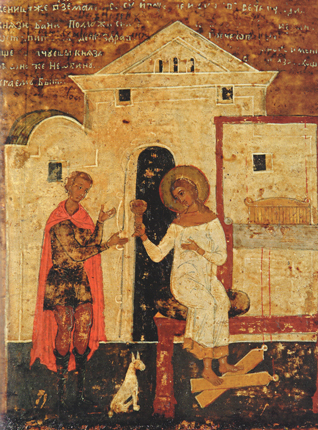
Fevrònia i la llebre

La Història de Pere i Fevrònia de Múrom (rus: Повесть о Петре и Февронии Муромских, Povest o Petre i Fevronii Muromskikh) és un relat hagiogràfic escrit en el segle xvi per Ermolai-Erasmus a partir de la tradició oral.

## Creació
Segons l'expert en literatura russa antiga Dmitri Likhatxov, la història de Pere i Fevrònia es remunta com a mínim al segle xv, tal com indica el registre d'un servei religiós en què s'esmenta el príncep Pere de Múrom i alguns dels seus fets. El relat combina dos elements propis de la narrativa popular: la serp i la verge sàvia. Suposadament els sants Pere i Fevrònia van governar Múrom i van morir l'any 1228. Després de la seva canonització l'any 1547, Ermolai-Erasmus rebé l'encàrrec d'escriure'n l'hagiografia. Pel seu origen com a relat popular la història no segueix el patró de la majoria d'hagiografies i per aquest motiu no apareix en alguns dels reculls més importants. Alguns especialistes consideren que La Història de Pere i Fevrònia suposa l'inici de la secularització de la literatura russa.

## Argument
A Múrom governa el príncep Pavel. Quan ell és fora de casa la seva dona rep les visites d'una serp trasmudada en la figura de Pavel. La dona li ho explica al príncep, qui li diu que pregunti a la serp qui pot matar-la. La serp contesta a la princesa que la seva mort arribarà «de l'espatlla de Pere, de l'espasa Agrikova». El germà de Pavel, anomenat Pere, decideix provar de matar la serp. Descobreix que l'espasa Agrikova es troba en una esquerda a la roca, a l'església del monestir de Vozdvijensk.

Pere agafa l'espasa i mata la serp, que en morir mostra la seva forma original. Però la seva sang esquitxa Pere i el seu cos queda cobert de doloroses crostes que no pot curar de cap manera. Aleshores un somni revela al príncep que Fevrònia, una donzella que es dedica a recollir mel d'abelles salvatges al bosc, el pot guarir. La noia demana com a compensació que el príncep es casi amb ella, i aquest accepta. Un cop guarit, en lloc de casar-se amb ella, se'n torna a Múrom i li envia rics regals. Però l'astuta Fevrònia, conscient que el príncep es podia fer enrere degut al seu baix origen, havia deixat una crosta sense curar, amb la qual cosa la malaltia del príncep retorna de nou. Pere torna a demanar ajuda a Fevrònia i, aquesta vegada sí, es casa amb ella. 

Després de la mort de Pavel, Pere succeeix al seu germà al capdavant de Múrom. Els nobles de la ciutat, però, no consenten que una plebea els sigui princesa i li diuen que, si no deixa la princesa que ofèn llur origen noble, aleshores tots dos hauran de deixar Múrom. El príncep no accepta i marxa amb Fevrònia, navegant amb dos vaixells pel riu Oka. Els nobles de Múrom comencen una dura batalla pel poder que acaba amb nombroses morts, la qual cosa els obliga a demanar a Pere que retorni a la ciutat juntament amb la seva muller Fevrònia. Els dos governen sàviament i es guanyen l'afecte del poble fins que, ja vells, decideixen entrar cada un a un monestir diferent, però demanen que, en morir, siguin enterrats junts a la mateixa tomba. Els dos moren el mateix dia, però la tradició ortodoxa no permet que realitzin el seu desig i són enterrats en tombes separades. Tanmateix, l'endemà, es descobreix que els cossos han desaparegut dels seus taüts originals i els troben junts en una tomba.

## Motius populars
Molts dels motius que apareixen al relat no són només propis del folklore Rus. La lluita d'un príncep amb una serp o drac, la curació màgica d'una ferida per una bella donzella, la unió dels amants a la tomba, són motius que apareixen, entre altres llocs, a la llegenda de Tristany i Isolda o al Decameró de Giovanni Boccaccio.